# Феліче Корніола
Феліче Корніола (італ. Felice Corniola) — magister militum, який керував Венецією в 739 році.
Походив з міста Метамавкум. Звався Фелікс Корнікула (лат. Felix Cornicula) або Феліцій (лат. Felicius). Близько 739 року його призначають військовим магістром дукату Венеція. Його описували як м'яку та скромну людину, чиє перебування на посаді відзначалося справедливістю та поміркованістю. Домігся повернення Теодата, сина дукса (дожа) Урса Іпата. 740 року передав посаду Теодату.